# Flugplatz Wynyard

i7
i11
i13
Der Flugplatz Wynyard, offiziell Wynyard Memorial Airport – W.B. Needham Field, ist ein zivil genutzter Flugplatz. Er liegt in der kanadischen Provinz Saskatchewan, vier Kilometer nördlich der Kleinstadt Wynyard auf dem Gebiet der Landgemeinde Big Quill No. 308. Er wird von beiden Kommunen gemeinsam betrieben. Der Flugplatz dient dem Regionalverkehr mit Privatmaschinen, für Regierungsflüge von Beamten, als Basis für Agrarflieger sowie für Rettungsflüge. Linienflüge werden nicht angeboten.